# Dežo Ursiny
Dežo Ursiny, született Dezider (Pozsony, 1947. október 4. – Pozsony, 1995. május 2.) szlovák rockzenész és zeneszerző.

## Életútja
Egy békéscsabai nemesi család, az Urszinyik leszármazottja. A szlovák rockzene úttörője volt. Főként a progresszív rock és jazzrock műfajokban volt jelen. Több big beat együttesben játszott. 11 évesen kapta első gitárját, 1963-ban a Fontána együttes tagja volt. 1964-ben, már 17 évesen sikeres dalt írt a The Beatmen együttesnek, ami a legismertebb daluk lett. A címe Let's Make a Summer (Csináljunk nyarat) volt. 1966-ban el is hagyta ezt az együttest, mert nem akart Németországba menni a többi taggal. 
1967-68-ban a Soulmen együttesben zenélt, melyet ő hívott életre, azonban EP-jük felvétele után feloszlottak. 1970-ben újabb együttest alapított Provisorium néven, azonban 1971-ben két koncert után feloszlottak. 1973-ban adta ki első szólólemezét Provisorium címmel. Dalainak szövegét az 1970-es években Ivan Strpka költő írta. 1978-ban létrehozta a Burčiak együttest, velük két albumot rögzített. 1983-ban megint a Provisoriummal játszott, a felállás azonban már más volt mint 1970-ben. 1992-ben zenekara újabb változáson ment keresztül.
1995-ben rákban hunyt el.

## Diszkográfia

### LP
Szlovák nyelvű kiadványok
- Provisorium (1973)
- Pevnina detstva (1978)
- Nové mapy ticha (1979)
- Modrý vrch (1981)
- 4/4 (1983)
- Bez počasia (1984)
- Zelená (1986)
- Na ceste domov (1987)
- Momentky (1990)
- Do tla (1991)
- Ten istý tanec (1992)
- Príbeh (1994)

Angol nyelvű kiadványok
- The Blue Hill (1983)
- Without Weather (1984)
- Green (1986)
- On the Way Home (1987)

Filmzenék
- Neberte nám princeznú (2001)
- P+L (2018)

Koncertek
- Posledný príbeh: Live (2000)
- Tisíc izieb (2014)
- The Beatmen Are Goin' On: Live in Bratislava 1965 (2016) – a The Beatmen együttessel

Válogatások
- Pevniny a vrchy (1997)
- Pevniny a vrchy 2 (Rarity) (2000)
- Hra je hra: Výber 1980 – 2000 (2014)

### EP
- Sample of Happiness / Wake Up / I Wish I Were / Baby Do Not Cry (1968) – a The Soulmen együttessel

### SP
- The Enchanted Lie / Safely Arrived (1965) – a The Beatmen együttessel
- Break It / Let's Make a Summer (1965) – a The Beatmen együttessel
- Break It / The Enchanted Lie (1965) – a The Beatmen együttessel
- Hra je hra / Stá pieseň o daždi (1980) – a Burčiak együttessel

### DVD
- Dežo Ursiny 70 (2018)

## Forrás
- https://www.progarchives.com/artist.asp?id=3116